# عميل (جاسوسية)
الجاسوس  أو العميل السري هو الفرد الذي يمارس التجسس، أو أكثر عموما هو الشخص الذي ينشط فيما يتعلق بجمع المعلومات السرية للاستخبارات (وهذا يعني التجسس) في الدولة. ضد دوله اخرى 
هو اللقب الذي يطلق على الشخص الذي يقوم بجمع معلومات شخصية أو أمنية أو تتعلق بالمجتمع بشكل سري غير معلن من دون اذن أو سماح من الجهة التي جمع عنها أو منها المعلومات، وتمرير هذة المعلومات إلى جهه أخرى.

## المصطلحات
في وكالات الاستخبار (الاستخبارات) تختلف مصطلحات الجاسوس وهي:
- ضباط التعامل، هم أعضاء دائمين في جهاز المخابرات، وهذا يعني المسؤولين (المدنيين أو العسكريين) الناشطين، وهم المسؤولين عن تجنيد وكلاء التعامل معهم.
- الوكلاء أو العملاء، والذين يتحدثون مع الاستخبارات بالطلب ويقومون بالمهمات الموكلة إليهم من ضباط التعامل.

الخلط بين هذين الدورين وهما مختلفين تماما، يكاد يكون قاعدة في الخيال، في حين أن هذا التمييز هو أساسي بين أعضاء أجهزة الاستخبارات.

فضلا عن الضباط والعملاء، فجميع الموظفين العاملين في جهاز المخابرات (المديرين والمحللين والإدارة) هم جواسيس مهرة ومؤهلين.

مصطلحات أخرى تشير إلى الأفراد الذين يمارسون أنشطة متصلة بالتجسس:
- تصنيف ومهمات العملاء:
  - عميل نائم: هو عميل متاح في كل الأوقات وعلى كل الأراضي في انتظار استقبال مهمة.
  - عميل لاجئ: هو عميل سري فار من بلده ليلتجأ لبلد أخر ويقترح المعلومات التي يحملها.
  - عميل والك إن: عميل ينتمي إلى منظمة مثيرة للاهتمام للاستخبارات (جهاز مخابرات معاكس/أخر، أو خلية إرهابية...) والذي يأتي عفويا للتعاون معهم.
  - عميل مزدوج: وهو العميل الذي يعمل لجانبين أو طرفين متناقضين بدون علم منهما وعادة العميل الأصلي يهدد من قبل وكالة أخرى.
  - عميل غير شرعي: هو عميل يعمل في سرية في بلاد أخرى بدون علم سلطات دولته.
  - عميل شرعي: هو عميل يعمل بعلم وموافقة سلطات دولته في دولة أخرى وهو عكس عميل غير شرعي الذي يعمل سريا في دولة أخرى.
  - عميل متحد: هو عميل يعمل بهدف كشف أشخاص أخرى ن أو عملاء سريين عند الشرطة أو جهاز أخر.
  - عميل مؤثر: وهو عميل يعمل لبعض المصالح في دولته بهدف الهدنة أو المصالحة أو لانقلاب شخص على دولته وقد أشتهر في فترة الحربة العالمية الثانية.
  - عميل مخترق: هو عميل يعمل للانضمام لمنظمة هو ليس عضوا فيها ويخترقها ويتغلغل فيها لمعرفة معلومات هامة.
  - عميل مقابل: هو عميل يعمل مع المخابرات المنافسة أو مخابرات الدول الأخرى ءو بالأحرى هو عميل العلاقات بين المخابرات.
- تصنيف ومهمات ضباط التعامل والمنتمين إلى المخابرات:
  - ضابط مخابرات.
  - قائد فرقة مخابراتية.
  - محلل استخبارات.
  - متحر استخباراتي.

## أشهر الجواسيس خط منير
- منير روفا
- رافت الهجان
- كمال حماد، لعب دور أساسي في عملية أغتيال يحيى عياش.
- إيلي كوهين